# Sóknardalr
Albums de Windir
Arntor
(1999)
Sóknardalr est le premier album studio du groupe de Black metal norvégien Windir. L'album est sorti en avril 1997 sous le label Head Not Found.
« Sóknardalr » est la traduction en vieux norvégien du nom du village natal de Valfar : Sogndal. Windir étant à cette époque un projet solo, Valfar est l'unique compositeur de l'album.

## Liste des morceaux
1. Sognariket sine krigarar - 05:35
2. Det som var haukareid - 05:40
3. Mørket sin fyrste - 07:26
4. Sognariket si herskarinne - 04:17
5. I ei krystallnatt - 05:15
6. Røvhaugane – 5:36
7. Likbør – 8:12
8. Sóknardalr – 5:48